# یواس‌اس اوسکیولا (۱۸۶۳)
یواس‌اس اوسکیولا (۱۸۶۳) (به انگلیسی: USS Osceola (1863)) یک کشتی بود که طول آن ۲۰۵ فوت ۰ اینچ (۶۲٫۴۸ متر) بود. این کشتی در سال ۱۸۶۳ ساخته شد.